# Patric Scott
Pour les articles homonymes, voir Scott.
Patric Scott, né le 25 juillet 1985, est un auteur-compositeur-interprète, et acteur suisse.

## Biographie

### Albums
- Everything, 1998
- Durch den Ozean, 2006
- Heidi, Musical Teil 2, 2007
- Ma Philosophy, 2011
- Pocketful Of Christmas, 2011